# کوزما پتروف-ودکین
کوزما سرگیویچ پتروف-وُدکین (روسی: Кузьма Сергеевич Петров-Водкин; ۵ نوامبر ۱۸۷۸ – ۱۵ فوریهٔ ۱۹۳۹) نقاش پیشروی اهل اتحاد جماهیر شوروی بود. از آثار مهمش «حمام اسب سرخ» را می‌توان نام برد. بیشتر نقاشی‌هایش در موزه روسی سن پترزبورگ نگهداری می‌شود.

## نگارخانه

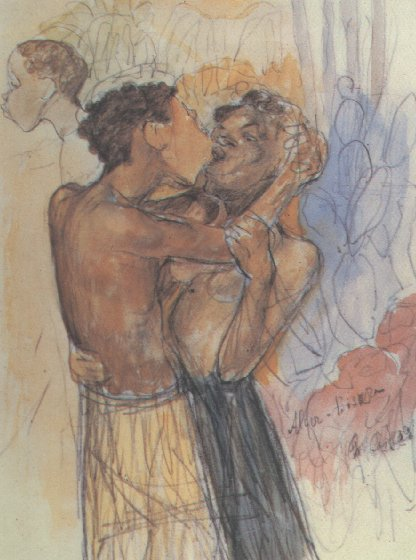
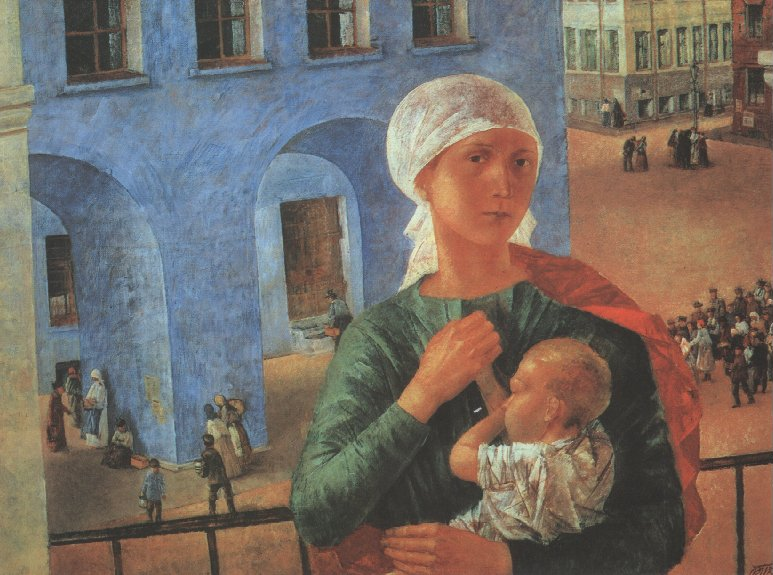
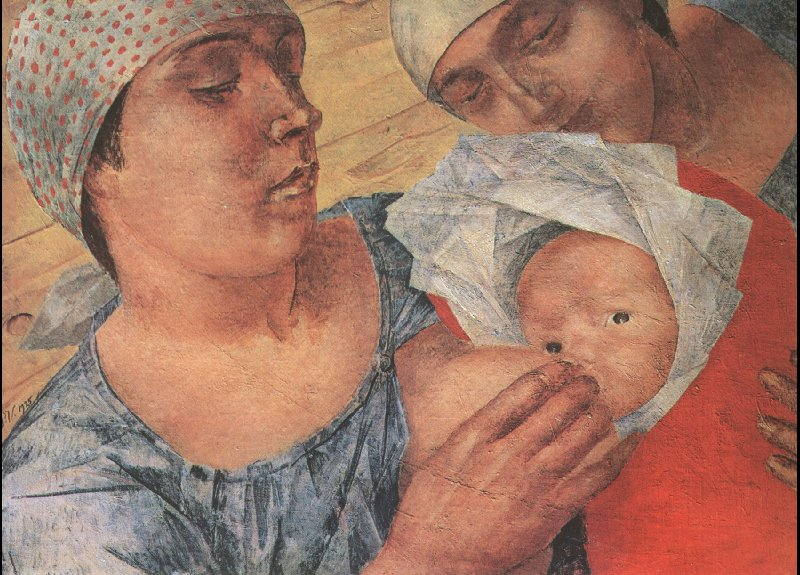
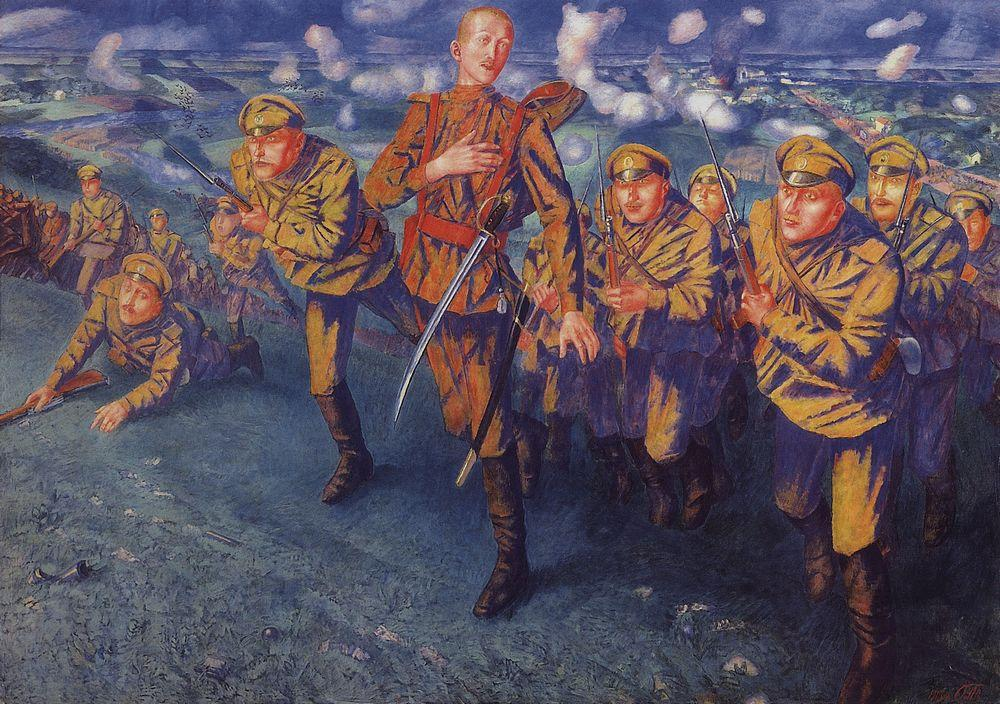
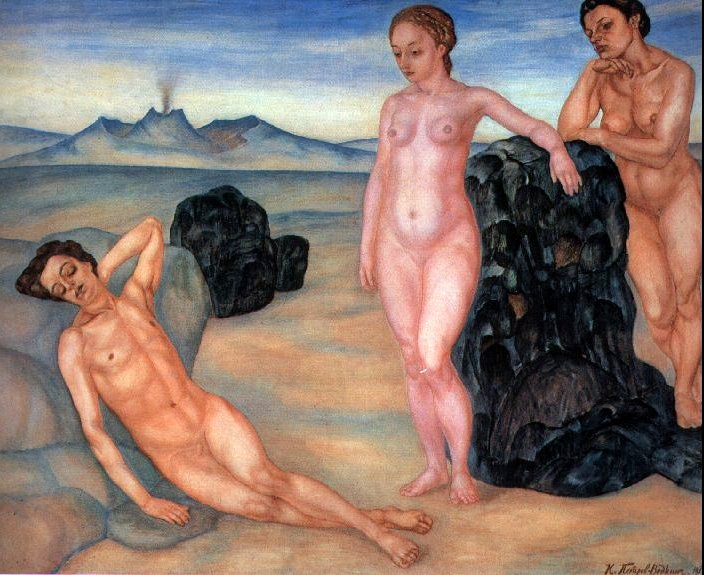
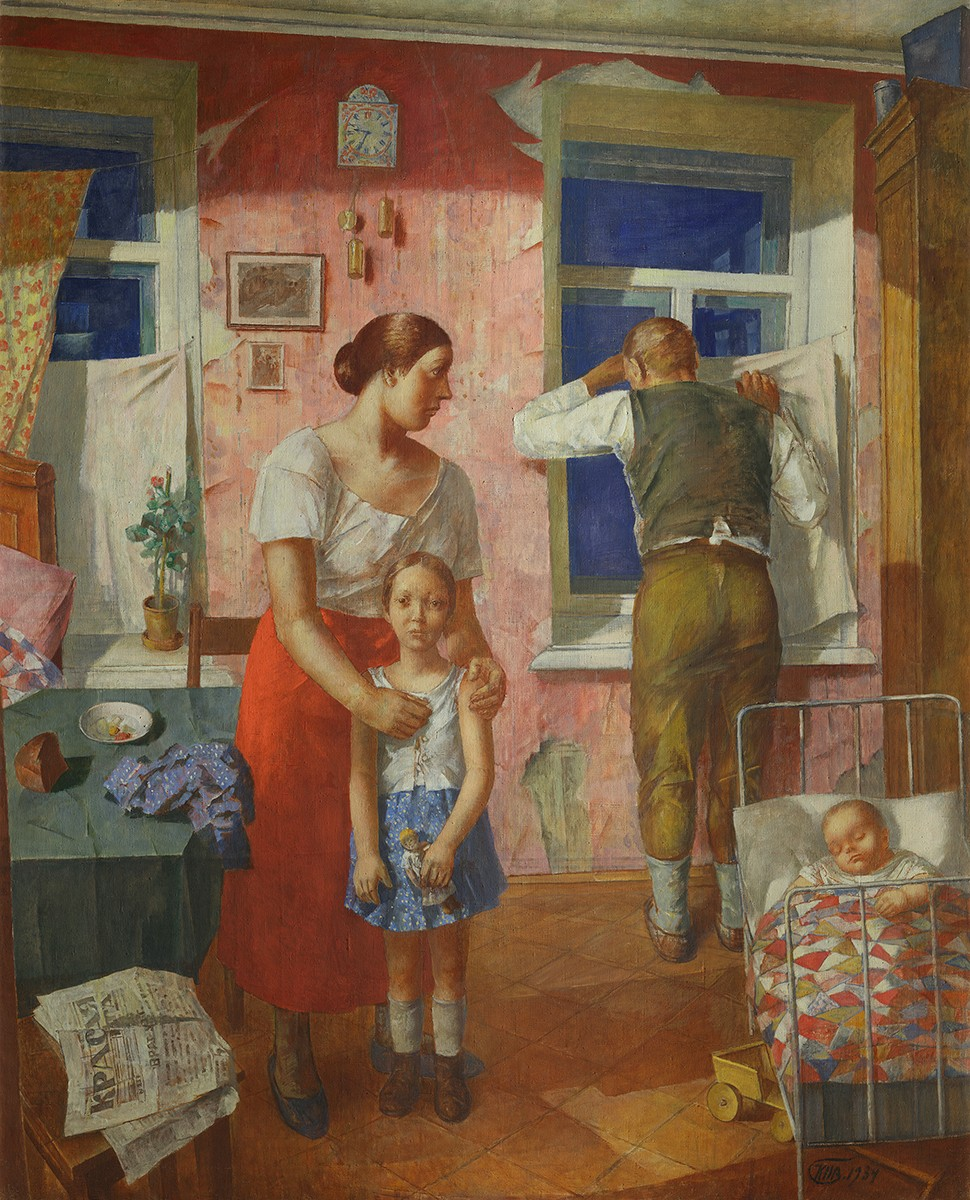
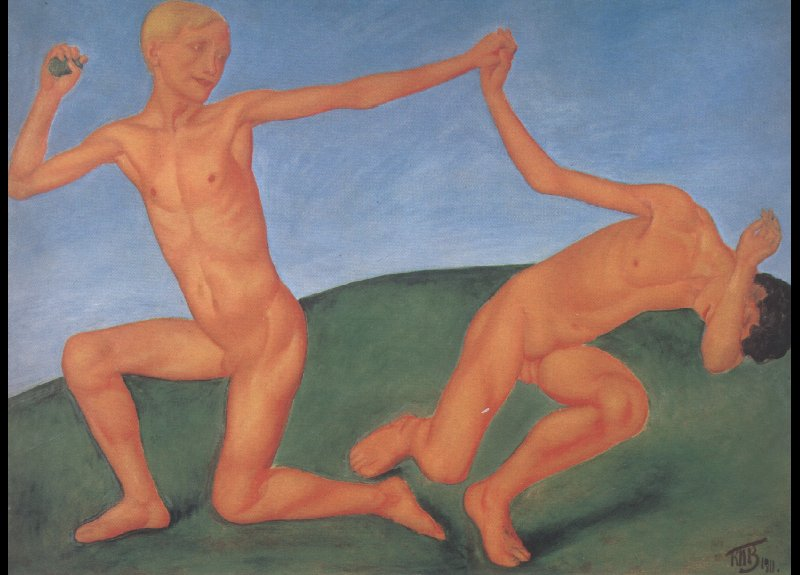
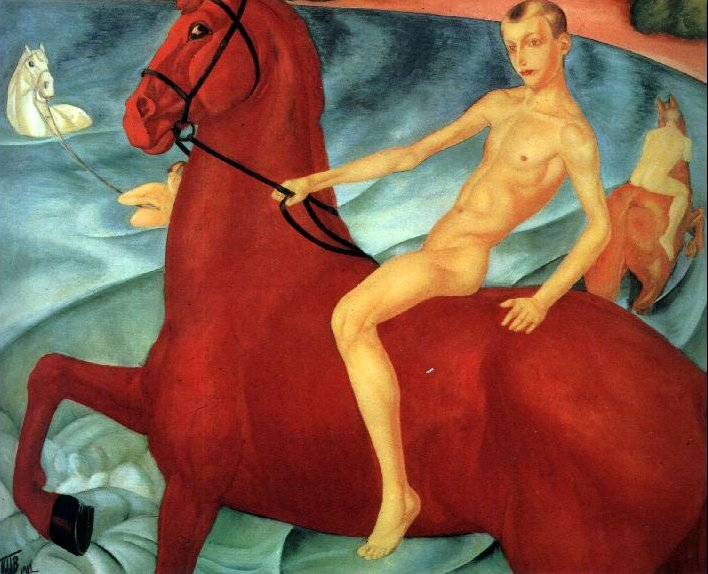
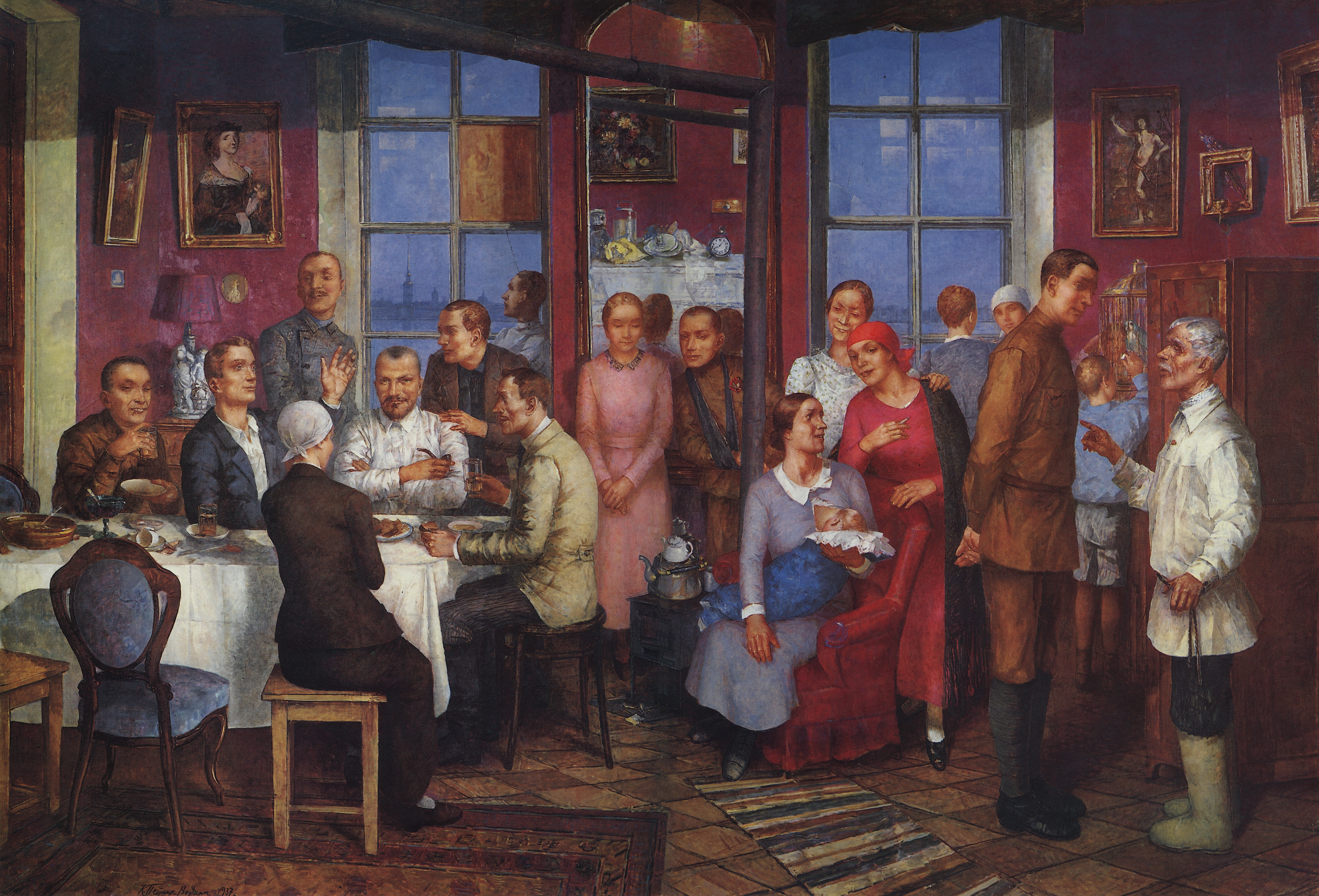
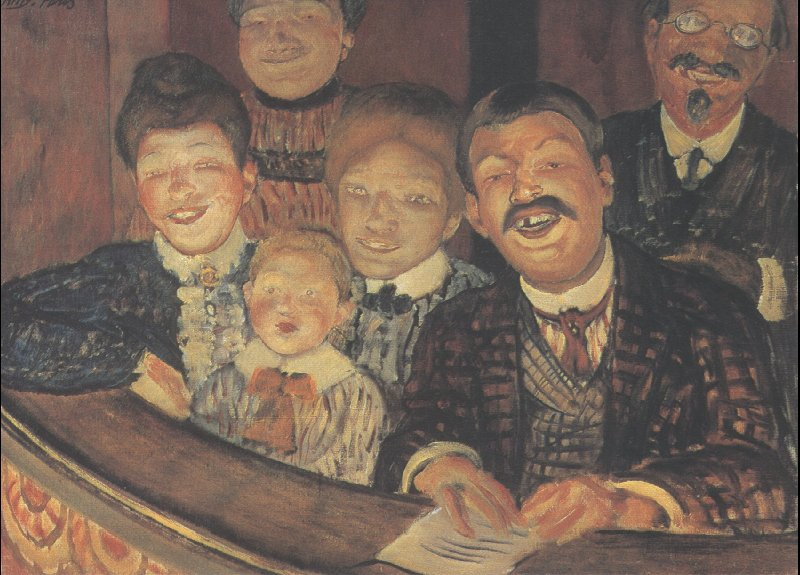
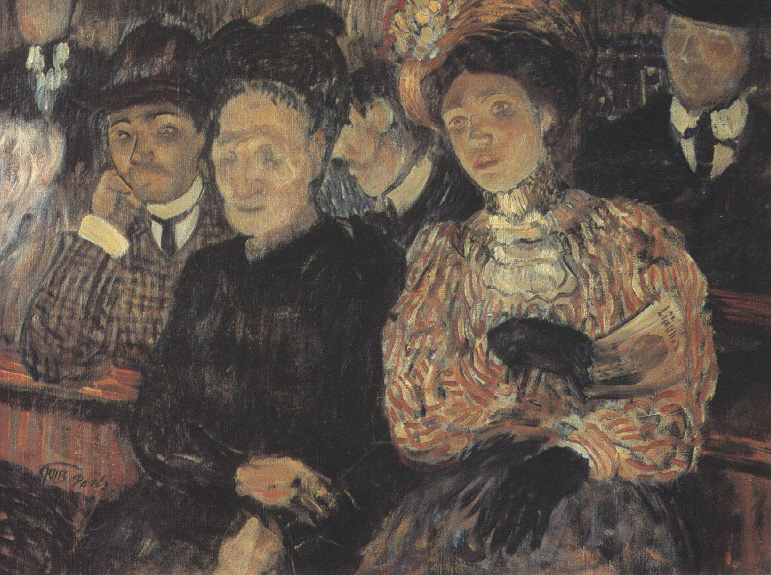
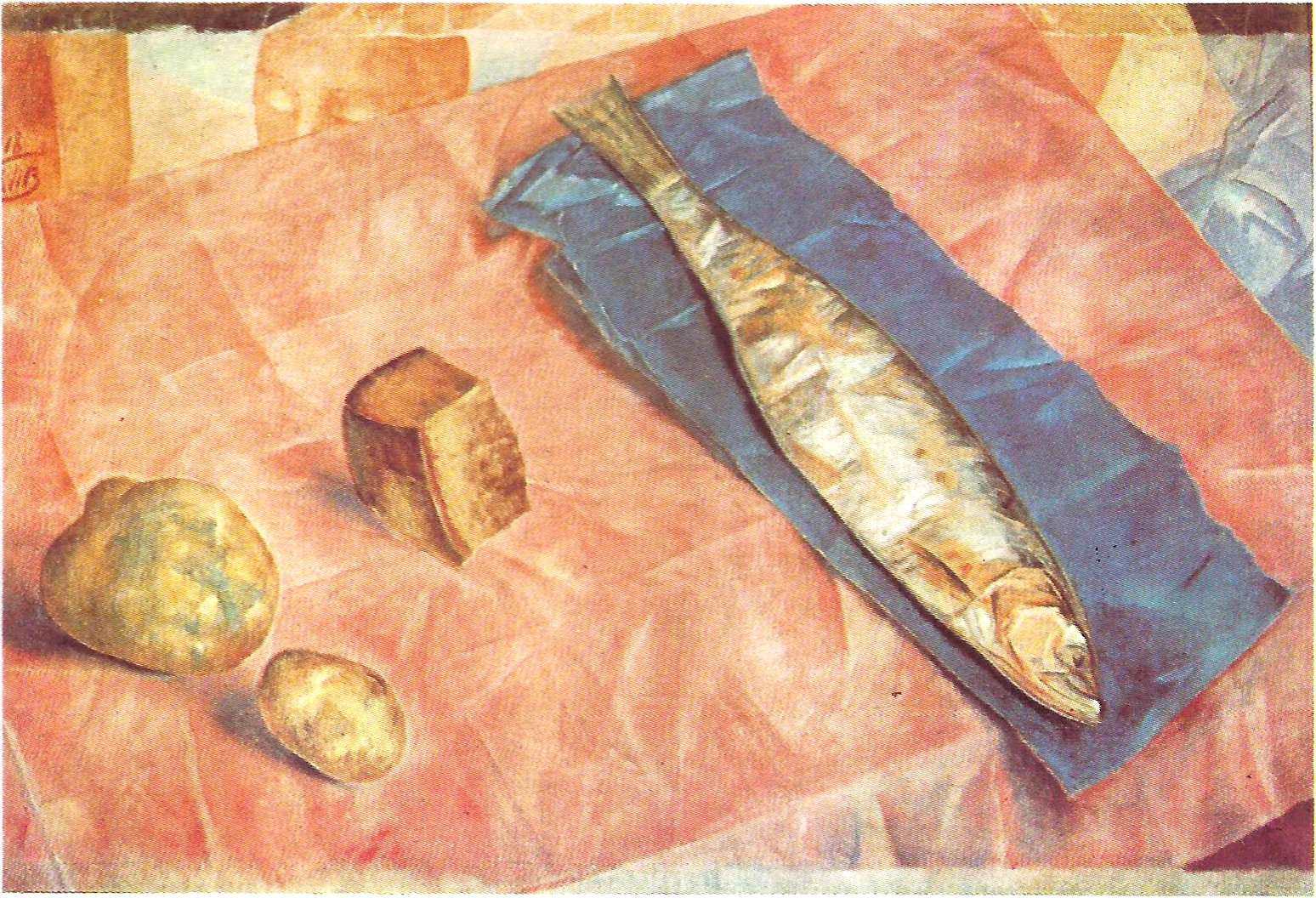
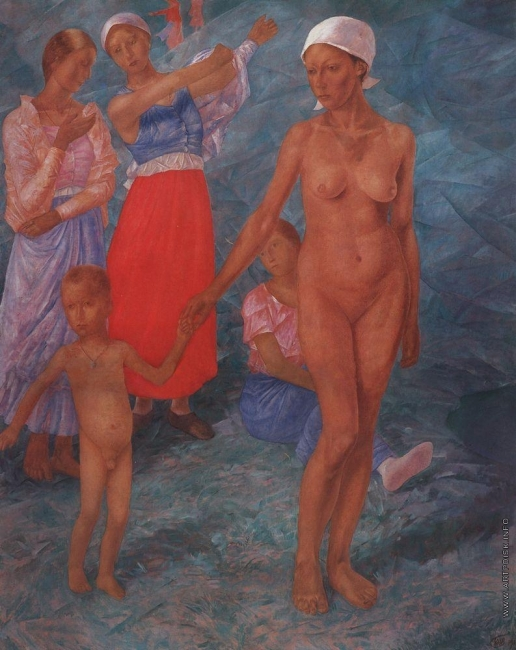
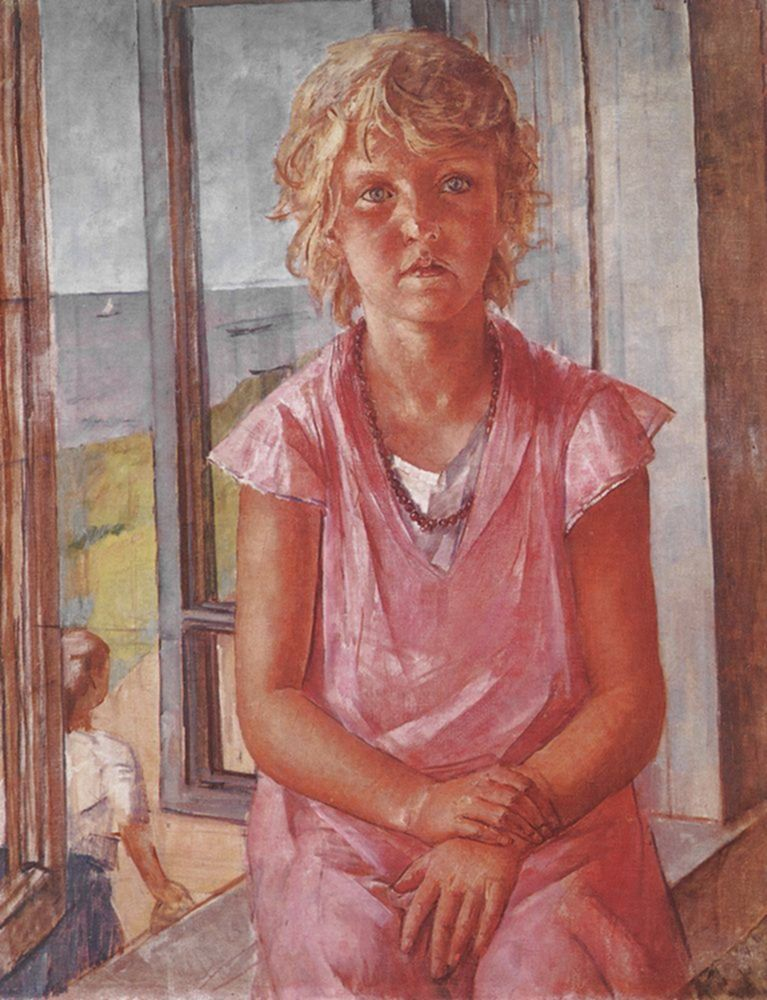
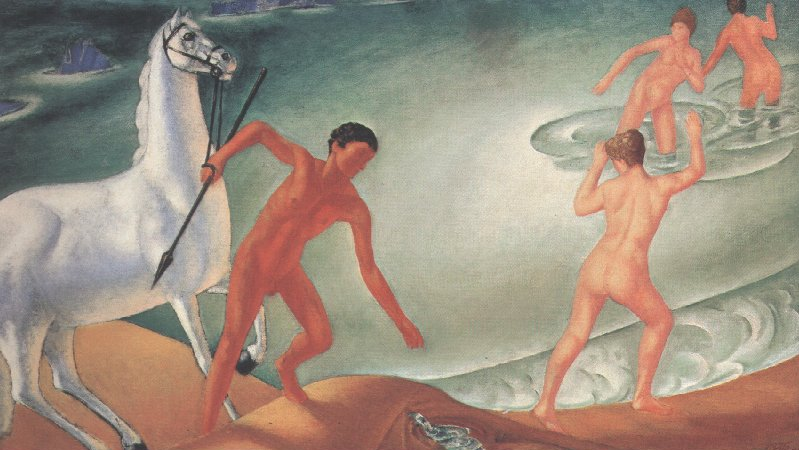
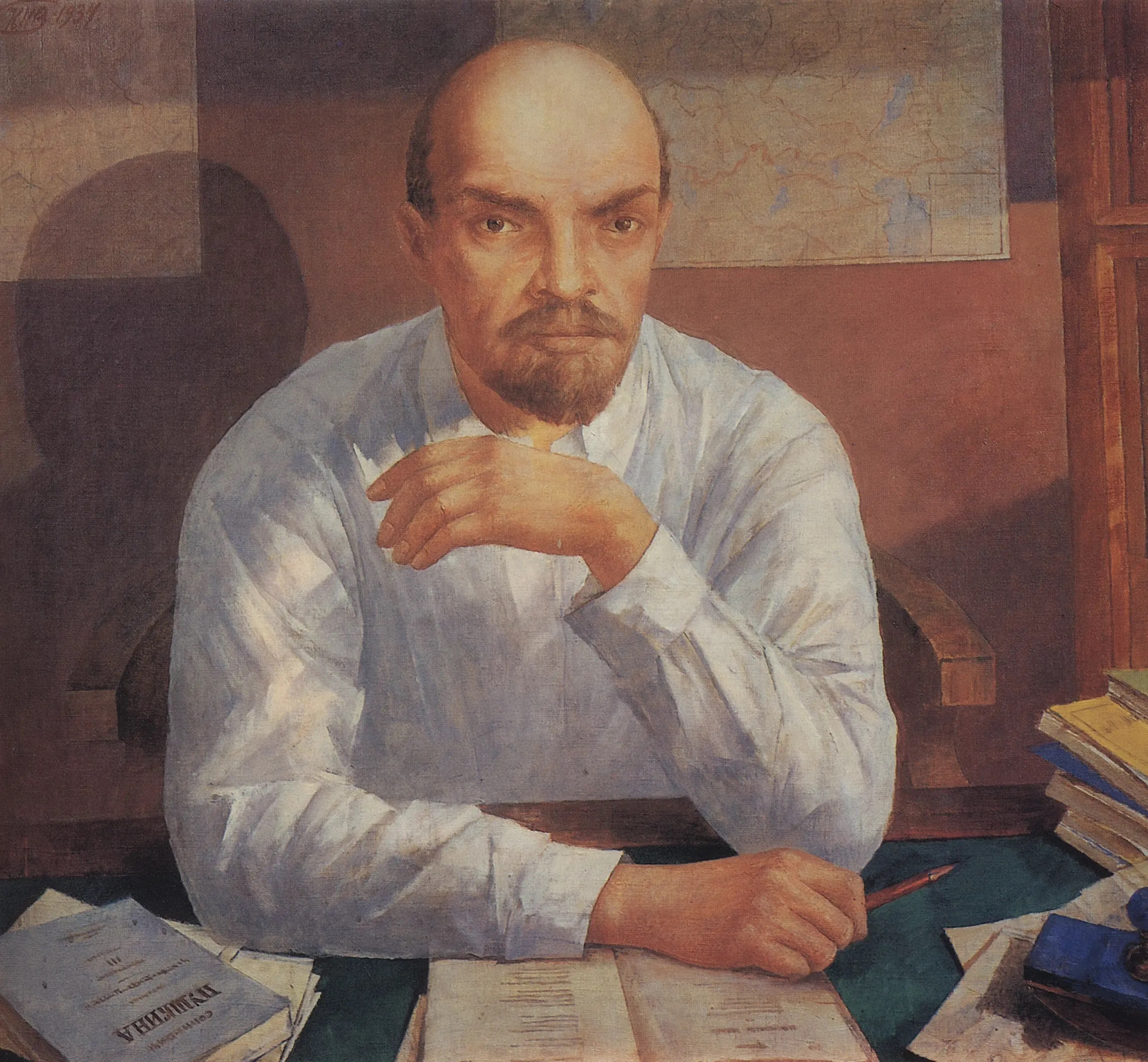